# ミスター・ビッグ・スタッフ
「ミスター・ビッグ・スタッフ」（Mr. Big Stuff）は、ニューオリンズ出身の女性歌手、ジーン・ナイトが1971年に発表したヒット曲。ダブル・プラチナ・ディスクとゴールドディスクに輝いた。

## 概要
1970年初め、ソングライターのラルフ・ウィリアムズはジーン・ナイトを見初め、プロデューサーのワーデル・カゼアを紹介する。その頃ナイトは歌手の道を断念し、ニューオリンズのロヨラ大学のカフェテリアでパンを焼いて生計を立てていた。同年5月、ミシシッピ州ジャクソンのマラコ・スタジオで本作品がレコーディングされる。ワーデル・カゼアは「ミスター・ビッグ・スタッフ」を様々なレコード会社に売り込むが、販売を引き受ける会社はなかった。1971年1月、キング・フロイドの「グルーヴ・ミー」がソウルチャートで1位を記録。このときスタックス・レコードの社内に「グルーヴ・ミー」がマラコ・スタジオで録音されたことを思い出したプロデューサーがいたため、運良くスタックスでの配給が決定する。
1971年3月にシングルのA面として発売。同年8月14日から8月21日にかけてビルボード・Hot 100で2週続けて2位を記録した。またソウルチャートの1位を記録。1971年の年間チャートの18位を記録した。
同年10月2日から『ソウル・トレイン』の放送が始まるが、12月11日の回でナイトは本作品を歌った。